# Sierra de Loja
La sierra de Loja o sierra Gorda es un macizo de la cordillera Subbética situado en el extremo occidental de la provincia de Granada, en España. Abarca una superficie de unos 210 km², la mayor parte ocupados por una gran meseta a 1.300 m s. n. m.
Se caracteriza por ser un entorno pedregoso con escasa influencia humana, excepto en los recientes molinos de viento y las  explotaciones mineras que extraen calizas, mármoles y dolomías. Existen también manantiales en explotación, siendo el agua de esta sierra una de las más envasadas de Andalucía.
La sierra de Loja fue declarada Zona Especial de Conservación en 2015.

## Características físicas
La sierra de Loja se extiende por los términos municipales de Loja, Salar, Alhama de Granada y Zafarraya. Es una sierra calcárea formada por varias cumbres que conforman una topografía quebrada y accidentada. Constituye uno de los sistemas kársticos con mayor desarrollo de formas dolinares de Andalucía, con una densidad de 8 dolinas/km². Se distingue el sector de Sierra Gorda, gran enclave kárstico de la provincia de Granada, y el de mayor altitud, con 1.669 m. en el cerro de Santa Lucía. Asociado al macizo se observa también el polje de Zafarraya. Alberga también numerosas formas subterráneas, como galerías y simas. Los factores que han favorecido el desarrollo de estas formas son, por un lado, la propia estructura del macizo, constituido por un anticlinal en forma de domo, con una amplia charnela rodeada por escarpes; y, por otro, la naturaleza de sus materiales, calizas blancas-grisáceas del Jurásico.
El clima se caracteriza por tener veranos secos y cálidos e inviernos fríos con heladas y lluviosos. Las precipitaciones son abundantes al oeste de la sierra donde alcanzan valores en torno a los 800-1.000 mm/año, disminuyendo hacia el este, donde solo alcanzan valores medios de precipitación en torno a los 400-600 mm/año. La insolación anual es elevada (3.600-4.000 horas de sol), y el comportamiento de las temperaturas  y la evapotranspiración media anual siguen patrones muy similares, siendo ambos parámetros más bajos en las cumbres de la sierra (10-12 °C y 800-900 mm/año, respectivamente). Estos valores aumentan conforme se desciende en altura, llegando a alcanzarse valores de temperatura media anual de 14-16 °C, y evapotranspiración media anual en torno a 800-900 mm/año.

## Flora
Las condiciones estivales junto a la naturaleza rocosa y caliza de la sierra, que filtra toda el agua precipitada en invierno, dificulta el desarrollo de grandes masas de bosque, por lo que el estrato arbóreo está presente en pequeñas manchas de pino carrasco y encina. Predominan los espacios abiertos con escasa vegetación, seguidos de las formaciones de matorral y pastizal. Las formaciones arboladas densas presentan una escasa distribución aunque más significativas que las superficies cultivadas. El estrato arbóreo se compone principalmente de quercíneas (Quercus ilex, Quercus faginea) y algunas coníferas. La composición de las formaciones de matorral varía entre el espinar, tomillar y retamar. Las formaciones herbáceas son diversas, distinguiéndose lastonares, majadales y espartales. Los cultivos  se presentan de forma disgregada, siendo el cultivo arbóreo de secano el más extendido, donde destacan las plantaciones de almendros (Prunus dulcis) y olivos (Olea europaea).

## Fauna

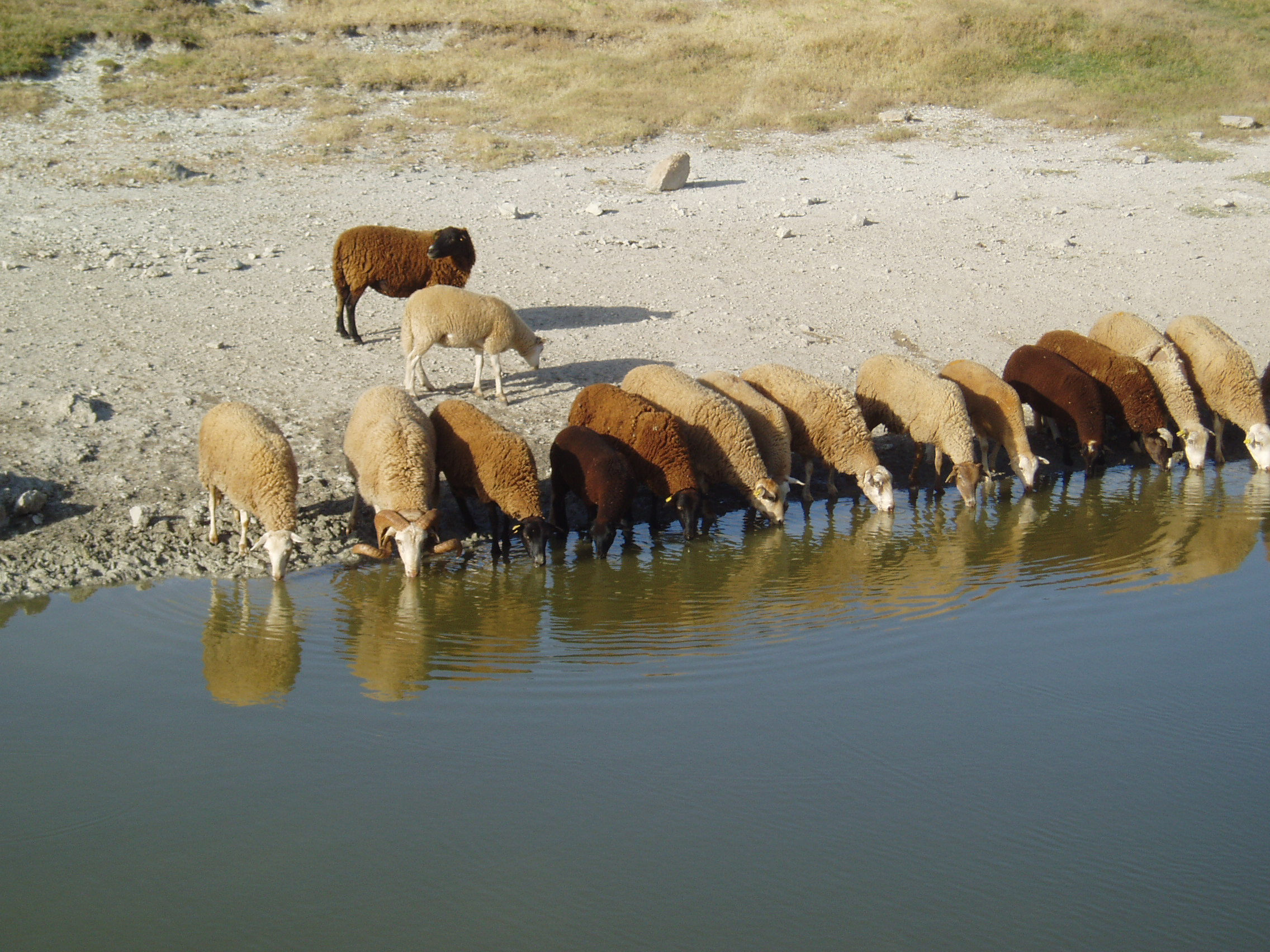
Ovejas lojeñas abrevando en el Charco del Negro

La sierra de Loja presenta una elevada diversidad faunística, siendo el grupo de los quirópteros especialmente importante por su carácter kárstico de la sierra que alberga una gran cantidad de refugios (70 cavidades inventariadas entre simas y cuevas), donde habitan muchas de las  especies de murciélagos  cavernícolas  amenazados  en  Andalucía. Otros mamíferos destacados que pueden encontrarse son el zorro (Vulpes vulpes), el jabalí (Sus scrofa) y sobre todo la cabra montés (Capra  pyrenaica). También es destacable la presencia temporal de nutria (lutra lutra) en el arroyo de las Mozas.
El grupo de las aves también presenta una gran relevancia. Han sido censadas parejas reproductoras de águila real (Aquila chrysaetos),  águila perdicera (Hieraetus fasciatus) y halcón peregrino (Falco peregrinus), y también han sido inventariadas otras especies de rapaces nocturnas como el búho real (Bubo bubo) o el mochuelo (Athene noctua). Chova piquirroja (Pyrrhocorax pyrrhocorax), bisbita campestre (Anthus campestris), alondra totovía (Lullula arborea), curruca rabilarga (Sylvia undata), así como otras paseriformes, están también presentes.
Son frecuentes en esta sierra las charcas artificiales creadas para abrevar el ganado que proporciona cobijo a muchos anfibios como el sapo de espuelas (Pelobates cultripes), sapillo pintojo meridional (Discoglossus jeanneae), el sapillo moteado ibérico (Pelodytes ibericus) o el gallipato (Pleurodeles waltl), cuyo hábitat más conocido es el Charco del Negro, que se forma naturalmente con el agua de la lluvia.